# Маккей, Джеймс (актёр)
Джеймс Уилсон Маккей (англ. James Wilson Mackay; род. 20 июля 1984, Сидней, Новый Южный Уэльс, Австралия) — австралийский актёр, прославившийся ролью Стивена Кэррингтона в перезапуске мыльной оперы «Династия».

## Карьера
В 2015 году сыграл Уильяма Бомонта в австралийской драме «Месть от кутюр».
В сентябре 2016 года американский телеканал The CW заказал пилот для сериала «Династия», который стал перезагрузкой одноимённой мыльной оперы 1990-х годов. Джеймс Маккей прошёл кастинг на роль Стивена Кэррингтона, одного из главных персонажей, а сам сериал стартовал 11 октября 2017 года. Актёрская игра Маккея была положительно оценена критиками, его персонаж был назван одним из лучших в сериале.

## Фильмография
| Год       |    | Русское название                                        | Оригинальное название                            | Роль                      |
| --------- | -- | ------------------------------------------------------- | ------------------------------------------------ | ------------------------- |
| 2010      | с  | Спецотдел по спасению                                   | Rescue: Special Ops                              | Саксон Блейк              |
| 2010      | ф  | Не бойся темноты                                        | Don't Be Afraid of the Dark                      | библиотекарь              |
| 2011      | тф | Паника на Рок-Айленде                                   | Panic at Rock Island                             | Пирс                      |
| 2013      | ф  | Вне времени                                             | The Lovers                                       | Чарльз Стюарт             |
| 2014      | с  | Люди будущего                                           | The Tomorrow People                              | Джулиан Марстерс          |
| 2015      | ф  | Месть от кутюр                                          | The Dressmaker                                   | Уильям Бомонт             |
| 2016      | ф  | По соображениям совести                                 | Hacksaw Ridge                                    | прокурор                  |
| 2017      | ф  | Пираты Карибского моря: Мертвецы не рассказывают сказки | Pirates of the Caribbean: Dead Men Tell No Tales | британский офицер Мэддокс |
| 2017      | ф  | Битва полов                                             | Battle of the Sexes                              | Барри Коурт               |
| 2017—2022 | с  | Династия                                                | Dynasty                                          | Стивен Дэниел Кэррингтон  |